# سريواة (عمد)

تعديل مصدري - تعديل

سريواة هي إحدى قرى  بمديرية عمد التابعة لمحافظة حضرموت، بلغ تعداد سكانها 427 نسمة حسب تعداد اليمن لعام 2004.